# Lijst van rijksmonumenten in Eemsdelta

Kaart van de gemeente

De gemeente Eemsdelta telt 410 inschrijvingen in het rijksmonumentenregister, hieronder volgt een overzicht. 

## Amsweer
De plaats Amsweer telt 3 inschrijvingen in het rijksmonumentenregister.
| Object | Oorspronkelijke functie? | Bouwjaar | Architect | Locatie                                | Coördinaten?                  | Nr.?  | Afbeelding  |
| ------ | ------------------------ | -------- | --------- | -------------------------------------- | ----------------------------- | ----- | ----------- |
| Wierde | Archeologisch monument   |          |           | Amsweersterweg                         | 53° 18' 30" NB, 6° 54' 12" OL | 45309 | Upload foto |
| Wierde | Archeologisch monument   |          |           | tussen Amsweersterweg en Meedhuizerweg | 53° 18' 22" NB, 6° 54' 25" OL | 45310 | Wierde      |
| Wierde | Archeologisch monument   |          |           | tussen Amsweersterweg en Meedhuizerweg | 53° 18' 33" NB, 6° 54' 36" OL | 45311 | Upload foto |

## Appingedam
De plaats Appingedam telt 75 inschrijvingen in het rijksmonumentenregister. Zie de Lijst van rijksmonumenten in Appingedam (plaats) voor een overzicht.

## Bierum
De plaats Bierum telt 11 inschrijvingen in het rijksmonumentenregister. Zie de lijst van rijksmonumenten in Bierum voor een overzicht.

## Biessum
De plaats Biessum telt 30 inschrijvingen in het rijksmonumentenregister. Zie de lijst van rijksmonumenten in Biessum voor een overzicht.

## Borgsweer
De plaats Borgsweer telt 3 inschrijvingen in het rijksmonumentenregister.
| Object                                                       | Oorspronkelijke functie? | Bouwjaar                 | Architect | Locatie      | Coördinaten?                 | Nr.?   | Afbeelding        |
| ------------------------------------------------------------ | ------------------------ | ------------------------ | --------- | ------------ | ---------------------------- | ------ | ----------------- |
| Boerderij van het Oldambtster type met onderkelderd voorhuis | Boerderij                | 1842                     |           | Borgsweer 12 | 53° 17' 58" NB, 7° 0' 53" OL | 35004  | Meer afbeeldingen |
| Hervormde kerk                                               | Kerk en kerkonderdeel    | 1859 (toren) 1881 (kerk) |           | Borgsweer 36 | 53° 17' 56" NB, 7° 0' 47" OL | 35005  | Hervormde kerk    |
| Dorpswierde                                                  | Archeologisch monument   |                          |           | Borgsweer    | 53° 17' 56" NB, 7° 0' 46" OL | 522122 | Meer afbeeldingen |

## Delfzijl
De plaats Delfzijl telt 14 inschrijvingen in het rijksmonumentenregister. Zie de lijst van rijksmonumenten in Delfzijl voor een overzicht.

## Eekwerderdraai
De plaats Eekwerderdraai telt 8 inschrijvingen in het rijksmonumentenregister. Zie de Lijst van rijksmonumenten in Eekwerderdraai voor een overzicht.

## Eenum
De plaats Eenum telt 4 inschrijvingen in het rijksmonumentenregister.
| Object                                                                 | Oorspronkelijke functie? | Bouwjaar                                                                  | Architect | Locatie    | Coördinaten?                  | Nr.?  | Afbeelding             |
| ---------------------------------------------------------------------- | ------------------------ | ------------------------------------------------------------------------- | --------- | ---------- | ----------------------------- | ----- | ---------------------- |
| Hervormde kerk en toren                                                | Kerk en kerkonderdeel    | waarsch. 1200-1250 (schip) 16e eeuw (verb.) 1710 (toren) 1975-'76 (rest.) |           | Kerkpad 14 | 53° 20' 23" NB, 6° 46' 46" OL | 40300 | Meer afbeeldingen      |
| Wierde (Eenumerhoogte)                                                 | Archeologisch monument   | ca. begin jaartelling                                                     |           | Schansweg  | 53° 20' 31" NB, 6° 47' 10" OL | 46194 | Wierde (Eenumerhoogte) |
| Wierde                                                                 | Archeologisch monument   | ca. begin jaartelling                                                     |           | IJzerbaan  | 53° 20' 21" NB, 6° 46' 43" OL | 46195 | Wierde                 |
| Randelweer. Groninger kop-hals-rompboerderij met bijschuur en stookhok | Boerderij                | 19e eeuw 1926 (herb. voorhuis)                                            |           | Hogeweg 8  | 53° 20' 1" NB, 6° 47' 1" OL   | 47045 | Meer afbeeldingen      |

## Farmsum
De plaats Farmsum telt 7 inschrijvingen in het rijksmonumentenregister. Zie de lijst van rijksmonumenten in Farmsum voor een overzicht.

## Fraamklap
De plaats Fraamklap telt 2 inschrijvingen in het rijksmonumentenregister.
| Object                                                               | Oorspronkelijke functie? | Bouwjaar     | Architect | Locatie  | Coördinaten?                  | Nr.?  | Afbeelding                                                           |
| -------------------------------------------------------------------- | ------------------------ | ------------ | --------- | -------- | ----------------------------- | ----- | -------------------------------------------------------------------- |
| Terrein met overblijfselen van een steenhuis (De Deel of Hayemahuis) | Archeologisch monument   | middeleeuwen |           | De Deel  | 53° 20' 14" NB, 6° 36' 41" OL | 45767 | Terrein met overblijfselen van een steenhuis (De Deel of Hayemahuis) |
| Huiswierde ten westen van Fraamklap                                  | Archeologisch monument   | middeleeuwen |           | Fraamweg | 53° 20' 16" NB, 6° 37' 4" OL  | 45774 | Huiswierde ten westen van Fraamklap                                  |

## Garrelsweer
De plaats Garrelsweer telt 6 inschrijvingen in het rijksmonumentenregister.
| Object                                           | Oorspronkelijke functie?  | Bouwjaar                                                          | Architect                            | Locatie          | Coördinaten?                  | Nr.?   | Afbeelding                                       |
| ------------------------------------------------ | ------------------------- | ----------------------------------------------------------------- | ------------------------------------ | ---------------- | ----------------------------- | ------ | ------------------------------------------------ |
| Kloostermolen (molenromp)                        | Industrie- en poldermolen | 1877 1956-'57 (herst.) 1995 (onttakeling)                         | Chr. Bremer (1956-'57) Molema (1995) | Stadsweg 12B     | 53° 18' 13" NB, 6° 46' 6" OL  | 26267  | Meer afbeeldingen                                |
| Hervormde kerk, kerkhof                          | Begraafplaats en -onderdl | 17e/18e eeuw (zerken)                                             |                                      | bij Stadsweg 31  | 53° 18' 14" NB, 6° 46' 38" OL | 26268  | Hervormde kerk, kerkhof                          |
| Hervormde kerk                                   | Kerk en kerkonderdeel     | 1912                                                              | Gerhardus Hoekzema Harm Rozema       | Stadsweg 31      | 53° 18' 39" NB, 6° 45' 34" OL | 517358 | Meer afbeeldingen                                |
| Hervormde pastorie                               | Kerkelijke dienstwoning   | 1931                                                              |                                      | Kerkepad 2       | 53° 18' 39" NB, 6° 45' 34" OL | 517359 | Meer afbeeldingen                                |
| Wester Enzelens                                  | Boerderij                 | 1883 1947 (verb. voorhuis) 1958, 1972 en ca. 1980 (verb. schuren) | O. de Leeuw Wieland                  | Wijmersweg 2     | 53° 18' 49" NB, 6° 46' 12" OL | 517377 | Meer afbeeldingen                                |
| Balkbrug met kenmerken van de Amsterdamse school | Brug                      | 1930                                                              |                                      | bij Stadsweg 116 | 53° 18' 38" NB, 6° 45' 57" OL | 517389 | Balkbrug met kenmerken van de Amsterdamse school |

## Garreweer
De plaats Garreweer telt 2 inschrijvingen in het rijksmonumentenregister.
| Object | Oorspronkelijke functie? | Bouwjaar                       | Architect | Locatie             | Coördinaten?                  | Nr.?  | Afbeelding  |
| ------ | ------------------------ | ------------------------------ | --------- | ------------------- | ----------------------------- | ----- | ----------- |
| Wierde | Archeologisch monument   | begin jaartelling/middeleeuwen |           | Garreweersterpolder | 53° 18' 41" NB, 6° 48' 39" OL | 45151 | Upload foto |
| Wierde | Archeologisch monument   | begin jaartelling/middeleeuwen |           | Garreweersterpolder | 53° 18' 40" NB, 6° 48' 53" OL | 45152 | Upload foto |

## Garsthuizen
De plaats Garsthuizen telt 8 inschrijvingen in het rijksmonumentenregister.
| Object                                         | Oorspronkelijke functie?  | Bouwjaar                                         | Architect                                                        | Locatie             | Coördinaten?                  | Nr.?   | Afbeelding                          |
| ---------------------------------------------- | ------------------------- | ------------------------------------------------ | ---------------------------------------------------------------- | ------------------- | ----------------------------- | ------ | ----------------------------------- |
| Hervormde kerk, grafzerken                     | Vanwege onderdelen kerk   | 1638-1819                                        |                                                                  | Smydingheweg 6      | 53° 22' 7" NB, 6° 42' 50" OL  | 34509  | Meer afbeeldingen                   |
| Pand onder zadeldak met wolfseinden            | Werk-woonhuis             | 1758                                             |                                                                  | Smydingheweg 2      | 53° 22' 6" NB, 6° 42' 47" OL  | 34510  | Pand onder zadeldak met wolfseinden |
| Smydingheheerd (molenboerderij)                | Boerderij                 | 1742                                             |                                                                  | Smydingheweg 44     | 53° 22' 11" NB, 6° 43' 23" OL | 34511  | Meer afbeeldingen                   |
| De Hoop                                        | Industrie- en poldermolen | 1839 1950 (rest.) 1973-'74 (rest.) 1996 (herst.) | Hoving en Zn. Bremer (1950) Doornbosch (1973-'74) Jellema (1996) | bij Smydingheweg 44 | 53° 22' 12" NB, 6° 43' 23" OL | 34512  | Meer afbeeldingen                   |
| Wierde                                         | Archeologisch monument    | ca. begin jaartelling                            |                                                                  | bij Smydingheweg 6  | 53° 22' 7" NB, 6° 42' 50" OL  | 45976  | Upload foto                         |
| Terrein met overblijfselen van de borg Walkuma | Archeologisch monument    | middeleeuwen                                     |                                                                  | Walkumumaweg        | 53° 22' 1" NB, 6° 42' 53" OL  | 45977  | Upload foto                         |
| Baarhuisje                                     | Begraafplaats en -onderdl | 1927                                             | W. Reitsema                                                      | bij Smydingheweg 39 | 53° 22' 18" NB, 6° 42' 58" OL | 517398 | Baarhuisje                          |
| Garsthuizervoorwerk                            | Boerderij                 | 1929                                             | B. Jager                                                         | Dijkumerweg 4       | 53° 22' 46" NB, 6° 43' 60" OL | 517399 | Garsthuizervoorwerk                 |

## Godlinze
De plaats Godlinze telt 7 inschrijvingen in het rijksmonumentenregister. Zie de lijst van rijksmonumenten in Godlinze voor een overzicht.

## Heveskes
De plaats Heveskes telt 2 inschrijvingen in het rijksmonumentenregister.
| Object                            | Oorspronkelijke functie? | Bouwjaar                                                                        | Architect | Locatie          | Coördinaten?                  | Nr.?   | Afbeelding        |
| --------------------------------- | ------------------------ | ------------------------------------------------------------------------------- | --------- | ---------------- | ----------------------------- | ------ | ----------------- |
| Hervormde kerk                    | Kerk en kerkonderdeel    | ca. 1200 (toren) 1250-1270 (kerk) 1595-1604 (herb. kerk) 1778-'80 (verb. toren) |           | bij Heveskes 204 | 53° 18' 32" NB, 6° 57' 55" OL | 12325  | Meer afbeeldingen |
| Terrein met resten van een wierde | Archeologisch monument   |                                                                                 |           | Oosterhorn       | 53° 18' 35" NB, 6° 57' 51" OL | 507384 | Meer afbeeldingen |

## Hoeksmeer
De plaats Hoeksmeer telt 1 inschrijving in het rijksmonumentenregister.
| Object    | Oorspronkelijke functie?  | Bouwjaar                           | Architect         | Locatie             | Coördinaten?                  | Nr.?  | Afbeelding        |
| --------- | ------------------------- | ---------------------------------- | ----------------- | ------------------- | ----------------------------- | ----- | ----------------- |
| Meervogel | Industrie- en poldermolen | 1801 1962-'66 (rest.) 1990 (rest.) | Doornbosch (1990) | Hoeksmeersterweg 10 | 53° 17' 50" NB, 6° 46' 60" OL | 26269 | Meer afbeeldingen |

## Holwierde
De plaats Holwierde telt 3 inschrijvingen in het rijksmonumentenregister.
| Object         | Oorspronkelijke functie? | Bouwjaar                                                                                         | Architect | Locatie                    | Coördinaten?                  | Nr.?  | Afbeelding        |
| -------------- | ------------------------ | ------------------------------------------------------------------------------------------------ | --------- | -------------------------- | ----------------------------- | ----- | ----------------- |
| Hervormde kerk | Kerk en kerkonderdeel    | verm. eind 11e eeuw (schip) 13e eeuw (verb.) begin 14e eeuw (uitbr.) 1945-'50 (rest., dakruiter) |           | Kerkpad 1                  | 53° 21' 27" NB, 6° 52' 13" OL | 9474  | Meer afbeeldingen |
| Wierde         | Archeologisch monument   | ca. begin jaartelling                                                                            |           | bij Kerkpad 1              | 53° 21' 25" NB, 6° 52' 13" OL | 45583 | Upload foto       |
| Wierde         | Archeologisch monument   | ca. begin jaartelling                                                                            |           | Nansumerweg, begraafplaats | 53° 21' 30" NB, 6° 52' 29" OL | 45584 | Wierde            |

## Huizinge
De plaats Huizinge telt 11 inschrijvingen in het rijksmonumentenregister. Zie de Lijst van rijksmonumenten in Huizinge voor een overzicht.

## Jukwerd
De plaats Jukwerd telt 2 inschrijvingen in het rijksmonumentenregister.
| Object | Oorspronkelijke functie? | Bouwjaar                       | Architect | Locatie                      | Coördinaten?                 | Nr.?  | Afbeelding  |
| ------ | ------------------------ | ------------------------------ | --------- | ---------------------------- | ---------------------------- | ----- | ----------- |
| Wierde | Archeologisch monument   | begin jaartelling              |           | Jukwerderweg/Christophoripad | 53° 20' 6" NB, 6° 50' 49" OL | 45150 | Upload foto |
| Wierde | Archeologisch monument   | begin jaartelling/middeleeuwen |           | Jukwerd                      | 53° 20' 3" NB, 6° 50' 49" OL | 45153 | Upload foto |

## Krewerd
De plaats Krewerd telt 3 inschrijvingen in het rijksmonumentenregister.
| Object                                                                                             | Oorspronkelijke functie? | Bouwjaar                                                                                     | Architect | Locatie   | Coördinaten?                  | Nr.? | Afbeelding        |
| -------------------------------------------------------------------------------------------------- | ------------------------ | -------------------------------------------------------------------------------------------- | --------- | --------- | ----------------------------- | ---- | ----------------- |
| Pand onder pannen wolfsdak met hoekschoorstenen en met achtergevel met middeleeuwse kloostermoppen | Woonhuis                 | 1764 19e eeuw (verb.)                                                                        |           | Kerkpad 1 | 53° 21' 19" NB, 6° 50' 52" OL | 9476 | Meer afbeeldingen |
| Pandje zonder verdieping onder hoog pannen schilddak                                               | Woonhuis                 | 19e eeuw                                                                                     |           | Kerkpad 5 | 53° 21' 19" NB, 6° 50' 52" OL | 9477 | Meer afbeeldingen |
| Hervormde kerk (Mariakerk)                                                                         | Kerk en kerkonderdeel    | ca. 1280 ca. 1400 (toren, herb. schip) 1782 (verb. toren, mog. ook tentdak) 1968-'71 (rest.) |           | Kerkpad 8 | 53° 21' 18" NB, 6° 50' 54" OL | 9479 | Meer afbeeldingen |

## Lalleweer
De plaats Lalleweer telt 1 inschrijving in het rijksmonumentenregister.
| Object                                     | Oorspronkelijke functie? | Bouwjaar | Architect | Locatie     | Coördinaten?                 | Nr.?   | Afbeelding        |
| ------------------------------------------ | ------------------------ | -------- | --------- | ----------- | ---------------------------- | ------ | ----------------- |
| Dwarshuisboerderij van het Oldambster type | Boerderij                | 1834     |           | Lalleweer 2 | 53° 17' 24" NB, 7° 0' 25" OL | 524432 | Meer afbeeldingen |

## Laskwerd
De plaats Laskwerd telt 1 inschrijving in het rijksmonumentenregister.
| Object | Oorspronkelijke functie? | Bouwjaar             | Architect | Locatie  | Coördinaten?                  | Nr.?  | Afbeelding  |
| ------ | ------------------------ | -------------------- | --------- | -------- | ----------------------------- | ----- | ----------- |
| Wierde | Archeologisch monument   | waarsch. middeleeuws |           | Laskwerd | 53° 17' 37" NB, 6° 50' 38" OL | 45149 | Upload foto |

## Leermens
De plaats Leermens telt 8 inschrijvingen in het rijksmonumentenregister. Zie de Lijst van rijksmonumenten in Leermens voor een overzicht.

## Loppersum
De plaats Loppersum telt 16 inschrijvingen in het rijksmonumentenregister. Zie de Lijst van rijksmonumenten in Loppersum (plaats) voor een overzicht.

## Losdorp
De plaats Losdorp telt 6 inschrijvingen in het rijksmonumentenregister.
| Object                             | Oorspronkelijke functie?  | Bouwjaar                                                     | Architect | Locatie                            | Coördinaten?                  | Nr.?   | Afbeelding        |
| ---------------------------------- | ------------------------- | ------------------------------------------------------------ | --------- | ---------------------------------- | ----------------------------- | ------ | ----------------- |
| Hervormde kerk                     | Kerk en kerkonderdeel     | mog. 13e eeuw 1662 (toren) 1775-'76 (verb.) 1848 (spits)     |           | Fraeilemaweg 10                    | 53° 22' 38" NB, 6° 49' 56" OL | 9480   | Meer afbeeldingen |
| Fraeylemaheerd                     | Boerderij                 | 1885 (schuur) 1888 (schuur, bijschuur) 1890 (herb. voorhuis) |           | Westendorpweg 4                    | 53° 22' 37" NB, 6° 50' 1" OL  | 9481   | Meer afbeeldingen |
| Begraafplaats                      | Begraafplaats en -onderdl | 1891                                                         |           | Fraeilemaweg                       | 53° 22' 44" NB, 6° 49' 49" OL | 516173 | Meer afbeeldingen |
| Begraafplaats, baarhuisje          | Begraafplaats en -onderdl | 1890                                                         |           | Fraeilemaweg                       | 53° 22' 44" NB, 6° 49' 49" OL | 516174 | Meer afbeeldingen |
| Begraafplaats, toegangshek         | Begraafplaats en -onderdl | 1891                                                         |           | Fraeilemaweg                       | 53° 22' 44" NB, 6° 49' 49" OL | 516175 | Meer afbeeldingen |
| Transformatorhuisje (Losdorp 2907) | Nutsbedrijf               | ca. 1925                                                     |           | driesprong Westendorpweg-Krommeweg | 53° 22' 29" NB, 6° 50' 15" OL | 516192 | Meer afbeeldingen |

## Lutjewijtwerd
De plaats Lutjewijtwerd telt 3 inschrijvingen in het rijksmonumentenregister.
| Object                                             | Oorspronkelijke functie? | Bouwjaar              | Architect | Locatie       | Coördinaten?                  | Nr.?  | Afbeelding  |
| -------------------------------------------------- | ------------------------ | --------------------- | --------- | ------------- | ----------------------------- | ----- | ----------- |
| Wierde                                             | Archeologisch monument   | ca. begin jaartelling |           | Lellensterweg | 53° 18' 46" NB, 6° 41' 47" OL | 45979 | Upload foto |
| Wierde                                             | Archeologisch monument   | ca. begin jaartelling |           | Lellensterweg | 53° 18' 37" NB, 6° 41' 46" OL | 45980 | Wierde      |
| Terrein met overblijfselen van een borg (Barnheem) | Archeologisch monument   | middeleeuwen          |           | Lellensterweg | 53° 18' 27" NB, 6° 41' 25" OL | 45981 | Upload foto |

## Marsum
De plaats Marsum telt 4 inschrijvingen in het rijksmonumentenregister.
| Object        | Oorspronkelijke functie? | Bouwjaar                       | Architect | Locatie        | Coördinaten?                  | Nr.?  | Afbeelding        |
| ------------- | ------------------------ | ------------------------------ | --------- | -------------- | ----------------------------- | ----- | ----------------- |
| Mauritiuskerk | Kerk en kerkonderdeel    | ca. 1306 1949-'51 (rest.)      |           | Marsumerweg 12 | 53° 20' 23" NB, 6° 52' 30" OL | 8252  | Meer afbeeldingen |
| Wierde        | Archeologisch monument   | begin jaartelling/middeleeuwen |           | Marsum         | 53° 20' 29" NB, 6° 52' 24" OL | 45154 | Upload foto       |
| Wierde        | Archeologisch monument   | begin jaartelling/middeleeuwen |           | Marsumerweg    | 53° 20' 22" NB, 6° 52' 32" OL | 45157 | Wierde            |
| Wierde        | Archeologisch monument   | omstreeks begin jaartelling    |           | Marsumerweg    | 53° 20' 24" NB, 6° 52' 33" OL | 45253 | Wierde            |

## Meedhuizen
De plaats Meedhuizen telt 1 inschrijving in het rijksmonumentenregister.
| Object         | Oorspronkelijke functie? | Bouwjaar                                                                                   | Architect | Locatie       | Coördinaten?                  | Nr.?  | Afbeelding        |
| -------------- | ------------------------ | ------------------------------------------------------------------------------------------ | --------- | ------------- | ----------------------------- | ----- | ----------------- |
| Hervormde kerk | Kerk en kerkonderdeel    | oorspr. mog. 13e eeuw 1703 (verb.) 1803 (toren) 1833 (verb. toren) 1928 (omklamping toren) |           | Hoofdstraat 6 | 53° 17' 16" NB, 6° 54' 42" OL | 12326 | Meer afbeeldingen |

## Middelstum
De plaats Middelstum telt 31 inschrijvingen in het rijksmonumentenregister. Zie de Lijst van rijksmonumenten in Middelstum voor een overzicht.

## Nansum
De plaats Nansum telt 2 inschrijvingen in het rijksmonumentenregister.
| Object     | Oorspronkelijke functie? | Bouwjaar              | Architect | Locatie    | Coördinaten?                  | Nr.?  | Afbeelding        |
| ---------- | ------------------------ | --------------------- | --------- | ---------- | ----------------------------- | ----- | ----------------- |
| Oldenbosch | Boerderij                | 1851                  |           | Dijkweg 15 | 53° 21' 39" NB, 6° 53' 7" OL  | 9482  | Meer afbeeldingen |
| Wierde     | Archeologisch monument   | ca. begin jaartelling |           | Dijkweg    | 53° 21' 29" NB, 6° 53' 14" OL | 45585 | Wierde            |

## Oldenklooster
De wierde Feldwerd of Oldenklooster is een rijksmonument.
| Object | Oorspronkelijke functie? | Bouwjaar              | Architect | Locatie                 | Coördinaten?                  | Nr.?  | Afbeelding        |
| ------ | ------------------------ | --------------------- | --------- | ----------------------- | ----------------------------- | ----- | ----------------- |
| Wierde | Archeologisch monument   | ca. begin jaartelling |           | oosteinde Feldwerderweg | 53° 21' 52" NB, 6° 51' 14" OL | 45588 | Meer afbeeldingen |

## Oosterwijtwerd
De plaats Oosterwijtwerd telt 3 inschrijvingen in het rijksmonumentenregister.
| Object             | Oorspronkelijke functie? | Bouwjaar | Architect | Locatie       | Coördinaten?                  | Nr.?   | Afbeelding        |
| ------------------ | ------------------------ | --- | --------- | ------------- | ----------------------------- | ------ | ----------------- |
| Mariakerk          | Kerk en kerkonderdeel    | ca. 1237 vroege 16e eeuw (verb.) 17e eeuw (dakruiter, vensters) 1812 (herst.) 1855 (verb.) 1925 en 1985 (rest.) |           | Dorpstraat 29 | 53° 20' 23" NB, 6° 48' 43" OL | 40304  | Meer afbeeldingen |
| Borgterrein        | Archeologisch monument   | 13e eeuw of later                                                                                               |           | Dorpsstraat   | 53° 20' 20" NB, 6° 48' 53" OL | 46196  | Meer afbeeldingen |
| Hervormde pastorie | Dienstwoning             | 1896 |           | Dorpstraat 31 | 53° 20' 24" NB, 6° 48' 44" OL | 517384 | Meer afbeeldingen |

## Opwierde
De plaats Opwierde telt 2 inschrijvingen in het rijksmonumentenregister.
| Object         | Oorspronkelijke functie? | Bouwjaar                                                          | Architect | Locatie          | Coördinaten?                  | Nr.?  | Afbeelding        |
| -------------- | ------------------------ | ----------------------------------------------------------------- | --------- | ---------------- | ----------------------------- | ----- | ----------------- |
| Hervormde kerk | Kerk en kerkonderdeel    | 1225-1250 waarsch. 1838 (verb.) 1910 (dakruiter) 1964-'68 (rest.) |           | Opwierderweg 152 | 53° 18' 48" NB, 6° 52' 25" OL | 8253  | Meer afbeeldingen |
| Wierde         | Archeologisch monument   | ca. begin jaartelling                                             |           | Opwierderweg     | 53° 18' 48" NB, 6° 52' 28" OL | 45254 | Upload foto       |

## Solwerd
De plaats Solwerd telt 4 inschrijvingen in het rijksmonumentenregister.
| Object                                                                                    | Oorspronkelijke functie? | Bouwjaar                    | Architect       | Locatie        | Coördinaten?                  | Nr.?  | Afbeelding                                                                                |
| ----------------------------------------------------------------------------------------- | ------------------------ | --------------------------- | --------------- | -------------- | ----------------------------- | ----- | ----------------------------------------------------------------------------------------- |
| Hervormde pastorie (De Weem)                                                              | Kerkelijke dienstwoning  | 1554                        |                 | Pastorielaan 1 | 53° 19' 24" NB, 6° 52' 12" OL | 8254  | Meer afbeeldingen                                                                         |
| Grote boerderij met woonhuis met omlijste ingang en grote aan de voorzijde afgewolfde kap | Boerderij                |                             |                 | Pastorielaan 7 | 53° 19' 26" NB, 6° 52' 13" OL | 8255  | Grote boerderij met woonhuis met omlijste ingang en grote aan de voorzijde afgewolfde kap |
| Hervormde kerk met klokkenstoel                                                           | Kerk en kerkonderdeel    | 1783 (herb.)                | mog. G. Bonsema | Pastorielaan 5 | 53° 19' 26" NB, 6° 52' 9" OL  | 8256  | Meer afbeeldingen                                                                         |
| Wierde                                                                                    | Archeologisch monument   | omstreeks begin jaartelling |                 | Pastorielaan   | 53° 19' 26" NB, 6° 52' 9" OL  | 45255 | Upload foto                                                                               |

## Spijk
De plaats Spijk telt 18 inschrijvingen in het rijksmonumentenregister. Zie de lijst van rijksmonumenten in Spijk voor een overzicht.

## Stedum
De plaats Stedum telt 16 inschrijvingen in het rijksmonumentenregister. Zie de Lijst van rijksmonumenten in Stedum voor een overzicht.

## Termunten
De plaats Termunten telt 1 inschrijving in het rijksmonumentenregister.
| Object    | Oorspronkelijke functie? | Bouwjaar | Architect                                | Locatie                | Coördinaten?                 | Nr.?  | Afbeelding        |
| --------- | ------------------------ | --- | ---------------------------------------- | ---------------------- | ---------------------------- | ----- | ----------------- |
| Ursuskerk | Kerk en kerkonderdeel    | oorspr. mog. 12e eeuw 1250-1275 (herb.) 16e en 17e eeuw (verb.) 19e eeuw (verb., dakruiter) 1951 (rest., geveltoren) | A.R. Wittop Koning en R. Offringa (1951) | t.o. P. Muntinghepad 4 | 53° 17' 53" NB, 7° 2' 49" OL | 35003 | Meer afbeeldingen |

## Termunterzijl
De plaats Termunterzijl telt 6 inschrijvingen in het rijksmonumentenregister.
| Object                               | Oorspronkelijke functie? | Bouwjaar                                         | Architect   | Locatie                | Coördinaten?               | Nr.?   | Afbeelding        |
| ------------------------------------ | ------------------------ | ------------------------------------------------ | ----------- | ---------------------- | -------------------------- | ------ | ----------------- |
| Brug over Zijldiep, de Boog van Ziel | Waterkering en -doorlaat | 1724                                             | A. Verburgh | bij Schepperbuurt 6    | 53° 18' 6" NB, 7° 2' 4" OL | 35006  | Meer afbeeldingen |
| Gemaal Cremer                        | Gemaal                   | 1930-'31                                         | P.G. Cremer | M. Coendersbuurt 1     | 53° 18' 6" NB, 7° 2' 4" OL | 516177 | Meer afbeeldingen |
| Nieuwe Sluis                         | Waterkering en -doorlaat | 1870 (buitensluishoofd) 1906 (benedensluishoofd) |             | bij M. Coendersbuurt 1 | 53° 18' 6" NB, 7° 2' 4" OL | 516178 | Meer afbeeldingen |
| Brandstoftank                        | Opslag                   | 1930-'31                                         | P.G. Cremer | bij M. Coendersbuurt 1 | 53° 18' 6" NB, 7° 2' 4" OL | 516179 | Meer afbeeldingen |
| Spuisluis                            | Waterkering en -doorlaat | 1906                                             |             | bij M. Coendersbuurt 1 | 53° 18' 6" NB, 7° 2' 4" OL | 516180 | Spuisluis         |
| Douanehuisje                         | Overheidsgebouw          | 1900-1910                                        |             | bij M. Coendersbuurt 1 | 53° 18' 6" NB, 7° 2' 4" OL | 516181 | Meer afbeeldingen |

## Tjamsweer
De plaats Tjamsweer telt 11 inschrijvingen in het rijksmonumentenregister. Zie de Lijst van rijksmonumenten in Tjamsweer voor een overzicht.

## Toornwerd
De plaats Toornwerd telt 5 inschrijvingen in het rijksmonumentenregister.
| Object                              | Oorspronkelijke functie?  | Bouwjaar          | Architect   | Locatie               | Coördinaten?                  | Nr.?   | Afbeelding                          |
| ----------------------------------- | ------------------------- | ----------------- | ----------- | --------------------- | ----------------------------- | ------ | ----------------------------------- |
| Oldenoord                           | Boerderij                 |                   |             | Oldenoordweg 2        | 53° 21' 41" NB, 6° 39' 19" OL | 29902  | Meer afbeeldingen                   |
| Kerkhof, zerken                     | Begraafplaats en -onderdl | 17e en 18e eeuw   |             | t.o. Toornwerderweg 3 | 53° 21' 13" NB, 6° 38' 11" OL | 29905  | Kerkhof, zerken                     |
| Wierde                              | Archeologisch monument    | begin jaartelling |             | Toornwerderweg        | 53° 21' 13" NB, 6° 38' 9" OL  | 45763  | Upload foto                         |
| Kerkhof, klokkentoren               | Kerk en kerkonderdeel     | 1894 1981 (rest.) | E. de Jonge | t.o. Toornwerderweg 3 | 53° 21' 13" NB, 6° 38' 10" OL | 517365 | Kerkhof, klokkentoren               |
| Kerkhof, trappartij met toegangshek | Erfscheiding              | 1894              |             | t.o. Toornwerderweg 3 | 53° 21' 13" NB, 6° 38' 11" OL | 517366 | Kerkhof, trappartij met toegangshek |

## Uitwierde
De plaats Uitwierde telt 3 inschrijvingen in het rijksmonumentenregister.
| Object                               | Oorspronkelijke functie? | Bouwjaar                                                                        | Architect      | Locatie        | Coördinaten?                  | Nr.?  | Afbeelding                          |
| ------------------------------------ | ------------------------ | ------------------------------------------------------------------------------- | -------------- | -------------- | ----------------------------- | ----- | ----------------------------------- |
| Hervormde kerk met vrijstaande toren | Kerk en kerkonderdeel    | 13e eeuw (toren) 1839 (herb. kerk) 1844 (ged. sloop toren) 1946 (tentdak toren) | J. Kort (1946) | Torenpad 3     | 53° 20' 30" NB, 6° 53' 44" OL | 12324 | Meer afbeeldingen                   |
| Voorm. pastorie (Amy Hoeve)          | Kerkelijke dienstwoning  | oorspr. mog. 18e eeuw                                                           |                | Torenpad 1     | 53° 20' 29" NB, 6° 53' 46" OL | 12328 | Pastorie Voorm. pastorie(Amy Hoeve) |
| Terrein met een wierde               | Archeologisch monument   | ca. begin jaartelling                                                           |                | bij Torenpad 3 | 53° 20' 30" NB, 6° 53' 44" OL | 45303 | Terrein met een wierde              |

## Wagenborgen
De plaats Wagenborgen telt 1 inschrijving in het rijksmonumentenregister.
| Object     | Oorspronkelijke functie? | Bouwjaar     | Architect | Locatie     | Coördinaten?                  | Nr.?  | Afbeelding        |
| ---------- | ------------------------ | ------------ | --------- | ----------- | ----------------------------- | ----- | ----------------- |
| Petruskerk | Kerk en kerkonderdeel    | 1883 (herb.) | J. Brons  | Hoofdweg 41 | 53° 15' 21" NB, 6° 55' 54" OL | 35007 | Meer afbeeldingen |

## Weiwerd
De plaats Weiwerd telt 1 inschrijving in het rijksmonumentenregister.
| Object | Oorspronkelijke functie? | Bouwjaar              | Architect | Locatie  | Coördinaten?                  | Nr.?  | Afbeelding        |
| ------ | ------------------------ | --------------------- | --------- | -------- | ----------------------------- | ----- | ----------------- |
| Wierde | Archeologisch monument   | ca. begin jaartelling |           | Akkerpad | 53° 18' 41" NB, 6° 56' 54" OL | 45306 | Meer afbeeldingen |

## Westeremden
De plaats Westeremden telt 6 inschrijvingen in het rijksmonumentenregister.
| Object                                                                 | Oorspronkelijke functie? | Bouwjaar                                                                                | Architect                   | Locatie        | Coördinaten?                  | Nr.?   | Afbeelding                                               |
| ---------------------------------------------------------------------- | ------------------------ | --------------------------------------------------------------------------------------- | --------------------------- | -------------- | ----------------------------- | ------ | -------------------------------------------------------- |
| Andreaskerk                                                            | Kerk en kerkonderdeel    | 1238-1259 verm. 15e eeuw (verb.) 1658 (verb.) 1808 (dakruiter) 1924 en 1977-'79 (rest.) |                             | Abt Emopad 1   | 53° 20' 37" NB, 6° 42' 42" OL | 34513  | Meer afbeeldingen                                        |
| Boerderij met blokvormig voorhuis onder schilddak met hoekschoorstenen | Boerderij                |                                                                                         |                             | Fiveldijk 2    | 53° 20' 46" NB, 6° 43' 10" OL | 34514  | Meer afbeeldingen                                        |
| Voorm. Rechthuis                                                       | Gerechtsgebouw           | mog. 17e eeuw (kern)                                                                    |                             | Pastorieweg 16 | 53° 20' 40" NB, 6° 42' 50" OL | 34515  | Meer afbeeldingen                                        |
| Terrein met een wierde en de overblijfselen van een borg               | Archeologisch monument   | ca. begin jaartelling (terp) middeleeuwen (borg)                                        |                             | Dorpsweg       | 53° 20' 37" NB, 6° 42' 38" OL | 45975  | Terrein met een wierde en de overblijfselen van een borg |
| Gereformeerde kerk met aangebouwde consistorie                         | Kerk en kerkonderdeel    | 1934                                                                                    | A. Wiersema                 | Kosterijweg 16 | 53° 20' 44" NB, 6° 42' 38" OL | 517378 | Meer afbeeldingen                                        |
| Nieuw Voorwerk                                                         | Boerderij                | 1937                                                                                    | J. Benninga en T. van Hoorn | Fiveldijk 11   | 53° 21' 37" NB, 6° 42' 57" OL | 517397 | Nieuw Voorwerk                                           |

## Westerwijtwerd
De plaats Westerwijtwerd telt 8 inschrijvingen in het rijksmonumentenregister. Zie de Lijst van rijksmonumenten in Westerwijtwerd voor een overzicht.

## Wirdum
De plaats Wirdum telt 6 inschrijvingen in het rijksmonumentenregister. Voor de borg Rusthoven, die traditioneel onder Wirdum valt, zie Eekwerderdraai.
| Object                   | Oorspronkelijke functie? | Bouwjaar                                                                | Architect                                         | Locatie       | Coördinaten?                  | Nr.?   | Afbeelding               |
| ------------------------ | ------------------------ | ----------------------------------------------------------------------- | ------------------------------------------------- | ------------- | ----------------------------- | ------ | ------------------------ |
| Hervormde kerk           | Kerk en kerkonderdeel    | 1200-1250 waarsch. 15e eeuw (verb.) 1878 (verb. toren) 1959-'61 (rest.) | O. de Leeuw Wieland (1878) R. Offringa (1959-'61) | Kerkeweg 24   | 53° 19' 25" NB, 6° 47' 10" OL | 26270  | Meer afbeeldingen        |
| Oldambtster boerderij    | Boerderij                | 1855                                                                    |                                                   | Rijksweg 31   | 53° 18' 55" NB, 6° 47' 22" OL | 26271  | Oldambtster boerderij    |
| Alkumaheerd              | Boerderij                | 1807                                                                    |                                                   | Wirdumerweg 1 | 53° 19' 30" NB, 6° 46' 9" OL  | 26272  | Alkumaheerd              |
| Terrein met twee wierden | Archeologisch monument   | ca. begin jaartelling                                                   |                                                   | dorpscentrum  | 53° 19' 23" NB, 6° 47' 2" OL  | 45746  | Terrein met twee wierden |
| Wierde en/of borgterrein | Archeologisch monument   |                                                                         |                                                   | Kerkeweg      | 53° 19' 30" NB, 6° 47' 2" OL  | 45751  | Wierde en/of borgterrein |
| Sybellemaheerd           | Boerderij                | 1870 (herb.)                                                            |                                                   | Stadsweg 2    | 53° 18' 44" NB, 6° 46' 55" OL | 517375 | Meer afbeeldingen        |

## Woldendorp
De plaats Woldendorp telt 4 inschrijvingen in het rijksmonumentenregister.
| Object                                                                                           | Oorspronkelijke functie? | Bouwjaar                                                | Architect                                                | Locatie              | Coördinaten?                 | Nr.?   | Afbeelding                                                                                       |
| ------------------------------------------------------------------------------------------------ | ------------------------ | ------------------------------------------------------- | -------------------------------------------------------- | -------------------- | ---------------------------- | ------ | ------------------------------------------------------------------------------------------------ |
| Hervormde Petruskerk                                                                             | Kerk en kerkonderdeel    | 1250-1275 1855 (aanbouw met dakruiter) 1955-'59 (rest.) | A.R. Wittop Koning en R. Offringa (1955-'59)             | A.E. Gorterweg 11    | 53° 16' 26" NB, 7° 1' 37" OL | 35008  | Meer afbeeldingen                                                                                |
| Boerderij van het oudere Oldambtster-type, met voorhuis en aanbouw onder zelfstandige zadeldaken | Boerderij                |                                                         |                                                          | A.E. Gorterweg 56    | 53° 15' 32" NB, 7° 1' 49" OL | 35009  | Boerderij van het oudere Oldambtster-type, met voorhuis en aanbouw onder zelfstandige zadeldaken |
| Gebouwencomplex en modelboerderij Johannes Kerkhovenpolder                                       | Boerderij                | 1949-1952                                               | Nanno Jakob Kruizinga (gebouwen) en Mien Ruys tuinaanleg | J. Kerkhovenpolder 3 | 53° 16' 18" NB, 7° 3' 32" OL | 351060 | Meer afbeeldingen                                                                                |
| Villaboerderij met aangebouwde koestal                                                           | Boerderij                | 1924                                                    | T.O. van Hoorn                                           | AE Weg 63            | 53° 15' 52" NB, 7° 1' 39" OL | 516193 | Upload foto                                                                                      |

## 't Zandt
De plaats 't Zandt telt 15 inschrijvingen in het rijksmonumentenregister. Zie de Lijst van rijksmonumenten in 't Zandt voor een overzicht.

## Zeerijp
De plaats Zeerijp telt 9 inschrijvingen in het rijksmonumentenregister. Zie de Lijst van rijksmonumenten in Zeerijp voor een overzicht.

## Zijldijk
De plaats Zijldijk telt 2 inschrijvingen in het rijksmonumentenregister.
| Object            | Oorspronkelijke functie? | Bouwjaar | Architect | Locatie     | Coördinaten?                  | Nr.?  | Afbeelding        |
| ----------------- | ------------------------ | -------- | --------- | ----------- | ----------------------------- | ----- | ----------------- |
| Doopsgezinde kerk | Kerk en kerkonderdeel    | 1772     |           | Fivelweg 29 | 53° 23' 42" NB, 6° 45' 22" OL | 40312 | Meer afbeeldingen |
| Kosterij          | Woonhuis                 | 18e eeuw |           | Fivelweg 31 | 53° 23' 42" NB, 6° 45' 21" OL | 40313 | Meer afbeeldingen |

Eemsdelta ·
Groningen ·
Het Hogeland ·
Midden-Groningen ·
Oldambt ·
Pekela ·
Stadskanaal ·
Veendam ·
Westerkwartier ·
Westerwolde